# اولاد (فیلم ۱۹۸۷)
اولاد (انگلیسی: Aulad) فیلمی هندی است که در سال ۱۹۸۷ منتشر شد. از بازیگران آن می‌توان به جایا پرادا و سری دوی اشاره کرد.

## داستان
آناند (جیتندرا) یک تاجر است.  او چندین بار با یک رقصنده خیابانی Devki (Sridevi) روبرو می شود.  یک روز عموی آناند (سعید جفری) از خارج به او اطلاع می دهد که تصمیم دارد در آینده نزدیک با او ازدواج کند.  آناند با شنیدن این حرف به عمویش دروغ می گوید که قبلاً ازدواج کرده است.  عموی آناند ناگهان به هند می آید و خواستار همسر آناند می شود.  آناند دوکی را برای مدتی همسرش می کند تا خود را از دست عمویش نجات دهد.  دوکی به عموی آناند به عنوان پدرش خدمت می کند تا جایی که از دوکی قدردانی می کند و او را از هر نظر دوست دارد.  عموی آناند به خارج از کشور برمی گردد.  در همین حین، آناند عاشق دوکی می شود و با او ازدواج می کند.  هر دو اتفاقاً با یک زوج تازه ازدواج کرده دیگر یاشودا (جایا پرادا) و ویکی (وینود مهرا) ملاقات می کنند.  در حالی که دوکی پسری به نام کیشان به دنیا می آورد، یاشودا در انتظار است.  این دو زوج در قطاری با هم آشنا می‌شوند، قطاری که با تصادف مواجه می‌شود.  Devki در هیچ کجا یافت نمی شود و آناند معتقد است که او مرده است.  ویکی در این تصادف جان خود را از دست می دهد و یاشودا ویران می شود.  آناند برای یاشودا متاسف است و از دکتر می خواهد که نوزادش را با مرده عوض کند.  یاشودا با فرزند آناند به خانه و همسرش برمی گردد، در حالی که او در خارج از کشور زندگی می کند.  چهار سال بعد، آناند برمی‌گردد و نمی‌تواند از یاشودا و کودک دور بماند.  او بارها و بارها به ملاقات آنها ادامه می دهد، تا جایی که دیدارهای او باعث ایجاد مزاحمت و شرمساری می شود.  سپس آناند از اینکه می داند دوکی هنوز زنده است بسیار خوشحال می شود.  اما وقتی دوکی در مورد فرزندشان می پرسد، حقیقت را به او می گوید و در نتیجه بین دو مادر دعوا به راه می افتد.  دوکی بیشتر از این که می داند دیگر نمی تواند بچه ای به دنیا بیاورد، ویران می شود.  عموی آناند از خارج از کشور برمی گردد و وضعیت ویران شده دوکی را می بیند که به شدت دلتنگ پسرش شده بود.  عمو نمی تواند شرایطی را که دوکی از آن رنج می برد تحمل کند.  او آماده می شود تا این موضوع را به طور علنی در دادگاه شکایت کند.  دادگاه حکمی را برای تحویل کودک به دوکی صادر می کند.  با این حال کودک نمی تواند یاشدا را فراموش کند.  وضعیت برای آناند و دوکی از بد به بدتر و بدترین شروع می شود.  هر دو تصمیم می گیرند کودک را به یاشدا برگردانند، جایی که او خوشحالی واقعی را بدست می آورد.  وقتی بچه را به یاشدا می سپارند، دوکی از سر درد به زمین می افتد.  دکتر مژده می دهد که به طور معجزه آسایی در انتظار است و در آینده نزدیک مادر می شود